# Славка Славова
Славка Славова е българска актриса.

## Биография
Родена е в Берлин, където са работили родителите ѝ. Завършва Немското училище в гр. Бургас. Има висше музикално и театрално образование. Завършва Музикалната академия в София, в класа на проф. Люба Прокопова и проф. Панчо Владигеров, а Държавното висше театрално училище в София – в класа на проф. Кръстьо Мирски.
В театъра дебютира през 1947 г. с ролята на Агнес от „Училище за жени“ от Молиер.
Изиграла е десетки роли в Народния театър, Младежкия театър, „Театър 199“, „Сълза и смях“. Играла е в пиеси на Софокъл, Уилям Шекспир, Оскар Уайлд, Антон Чехов, Бертолт Брехт, Едуард Олби, Пейо Яворов, Валери Петров.
През 1957 г. се снима в киното в ролята на Станка Гърбушката във филма „Земя“ по Елин Пелин.
Славка Славова намира своята силна изява и в още един жанр – рецитаторския. Вдъхновено и всеотдайно години наред тя поднася по нов и неочакван, по свой начин проиведенията на словесната съкровищница. В нейно изпълнения разказите на Горки, прозата на Константин Паустовски, „Съдбата на човека“ на Михаил Шолохов, „Шумки от габър“ на Николай Хайтов, стиховете на Блага Димитрова, Валери Петров добиват нови измерения. Слово и пластика, ритъм и музика, всичко това създава едно неповторимо и ярко въздействие.
Активно се занимава с озвучаване на филми, сериали и радио пиеси през кариерата си. Измежду сериалите, които е дублирала, е чешкият „Арабела“.
Актрисата умира след инфаркт, който получава след представление в „Театър 199“.

## Почит
От 2003 г. насам „Театър 199“ организира конкурс за камерна пиеса на името на актрисата.
На Славка Савова е наречена улица в квартал „Симеоново“ в София (Карта).

## Театрални роли
- „В полите на Витоша“ (Пейо Яворов) (1956) – Мила
- „Вуйчо Ваньо“ (Антон Чехов) (1959) – Соня
- „Идеалният мъж“ (Оскар Уайлд) (1960) – мисис Чивли
- „Майка Кураж и нейните деца“ (Бертолд Брехт) (1962) – Катрин
- „Чайка“ (Антон Чехов) (1965) – Маша
- „Мария Стюарт“ (Фридрих Шилер) (1970) – Елисавета
- „Лес“ (Александър Н. Островски) (1975) – Улита
- „Големанов“ (Ст. Л. Костов) (1977) – баба Гицка; Драгиева
- „Бягството“ (Михаил Величков) (1978) – Ана
- „Театър, моя любов“ (Валери Петров) (1981) в Театър 199
- „Пер Гинт“ (Хенрик Ибсен) (1988) – Осе (майката на Пер Гинт)
- „Кристалната пантофка“ (1965) (Тамара Габе)

## Филмография
| Година    | Филми и Сериали                                                  | Серии | Копродукции                                                                                       | Роля                               |
| --------- | ---------------------------------------------------------------- | ----- | ------------------------------------------------------------------------------------------------- | ---------------------------------- |
| 1988-1996 | Новите приключения на Арсен Люпен - („Le retour d'Arsène Lupin“) | 20    | Франция / Канада / Италия / Швейцария / Белгия / Полша / България / Куба / Португалия / Югославия |                                    |
| 1979      | Снимки за спомен                                                 |       |                                                                                                   | д-р Филева, учителка по литература |
| 1966      | Призованият не се яви                                            |       |                                                                                                   | Мария Велева                       |
| 1957      | Земя                                                             |       |                                                                                                   | Станка                             |

## Звукороли и участия в звукозаписи
- „Книжчице ле моя...“ (1984) (Учтехпром)